# يوم الدولة (كرواتيا)
يوم الدولة (بالكرواتية: Dan državnosti) ويُقصد به ذكرى تأسيس الدولة، هو عطلة رسمية ويوم وطني سنوي يُحتفل به في كرواتيا يوم 30 مايو في ذكرى تأسيس أول برلمان كرواتي حديث متعدد الأحزاب عام 1990. وباعتباره يومًا وطنيًا وعطلة عامة، فهو يوم إجازة لجميع موظفي الحكومة ومعظم القوى العاملة في كرواتيا.
لا توجد أشكال احتفال محددة أو نموذجية مرتبطة بالعطلة، بل يُحتفل عادةً في الهواء الطلق. وعادةً ما يتميز اليوم بتجمعات عائلية، نزهات، حفلات شواء، رفع الأعلام، عزف النشيد الوطني، بالإضافة إلى استعراضات مدنية وعسكرية في الذكرى الخمسية أو العشرية.

## التاريخ
في 30 مايو 1990، انعقد البرلمان الكرواتي الحديث متعدد الأحزاب لأول مرة، بعد الانتخابات البرلمانية الكرواتية لعام 1990. بعد استفتاء الاستقلال الذي أجري في 19 مايو 1991، أعلنت كرواتيا استقلالها في 25 يونيو 1991. ولكن نتيجةً لمفاوضات اتفاقية بريوني، وُضع قرار الاستقلال قيد الانتظار لمدة ثلاثة أشهر، وقطع البرلمان كل أشكال الارتباط المتبقية مع يوغسلافيا في 8 أكتوبر 1991.
منذ عام 1990 وحتى 2002، كان 30 مايو يُعتبر «يوم الدولة». ثم نقلت حكومة إيفيكا راكان يوم الدولة إلى 25 يونيو في عام 2002، وصُنّف 30 مايو باعتباره يومًا تذكاريًا (يوم عمل وليس عطلة) تحت مسمى «يوم البرلمان الكرواتي». أما 8 أكتوبر فقد كان يوم عطلة باسم عيد الاستقلال منذ 2002 حتى 2019، عندما أُعيد تصنيفه يومًا تذكاريًا (يوم عمل).
أعلنت سلوفينيا استقلالها عن يوغوسلافيا في نفس الفترة، وكان يوم الدولة الخاص بها كان في 25 يونيو، متزامنًا مع يوم الدولة الكرواتي. وفي 14 نوفمبر 2019، اعتمد البرلمان الكرواتي قانونًا جديدًا للعطلات وأعاد يوم الدولة إلى 30 مايو. أما التاريخ السابق، 25 يونيو، فأعيد تسميته بعيد الاستقلال وأصبح يومًا تذكاريًا.

## الأنشطة والاحتفالات
تشمل الأنشطة الرسمية بهذه المناسبة خطابات يلقيها رئيس كرواتيا وشخصيات بارزة أخرى، بالإضافة إلى إحياء ذكرى حرب الاستقلال الكرواتية. وكان أول استعراض عسكري للقوات المسلحة الكرواتية قد أقيم في حي يارون في العاصمة زغرب عام 1995.